# Старое Курбатово
Старое Курбатово — село в Милославском районе Рязанской области России, входит в состав Большеподовечинского сельского поселения. 

## География
Село расположено на берегу реки Полотебня в 6 км на запад от центра поселения села Большое Подовечье и в 19 км на восток от райцентра посёлка Милославское.

## История
Село Курбатово упоминается в окладной книге за 1676 год, где село являлось вотчиной стольника Федора Петровича Вердеревского. Известно, что  в Курбатове находилась деревянная церковь преподобного Федора Студийского, которая была освящена «от мироздания в 7206 (1698) году в марте месяце». За церковью числились  пашенные земли девять  четвертей и пять копен сенных покосов. В приходе значилось 27 дворов крестьянских, 3 двора задворных людей и 2 двора усадебных. Дани положено с земли и сенных покосов и с прихода на год платить рубль девять алтын три деньги.
В сентябре 1751 года сержант лейб-гвардии Измайловскаго полка Василий Иванович Толстов просил дозволения к бывшей в селе Феодоровской церкви «построить таковую ж колокольню, а в самой церкви на престоле и на жертвеннике переменить одежды и из стен выпавшие камни вставить и всю церковь обелить». Вследствие этого прошения Консистория предписала: «на престоле срачицу и индитию, а на жертвеннике одеяние по указному чину с молитвословием переменить, также выпадшие камни зачинить и внутри церковь обелить искусно, чтобы святым иконам попортки не было».
В начале XIX века старая церковь ещё была достаточно прочна, и в ней проходила служба. Но местный помещик гвардии капитан Сергей Васильевич Толстой решил щегольнуть перед другими своей щедростью и велел разобрать действующую Федоровскую церковь. Вместо неё в 1803 году на средства Толстого был выстроен новый каменный храм с приделами мученицы Агриппины и св. Василия Блаженного. В 1861 году, в Курбатове местным священником была открыта школа. Она размещалась в общественном доме и содержалась на средства, выдаваемые из Волостного Правления.
В XIX — начале XX века село являлось центром Курбатовской волости Скопинского уезда Рязанской губернии. В 1906 году в селе было 158 дворов.
С 1929 года село являлось центром Курбатовского сельсовета Милославского района Рязанского округа Московской области, с 1937 года — в составе Рязанской области, с 1957 года — в составе Дегтярского сельсовета, с 2005 года — в составе Большеподовечинского сельского поселения.

## Население
| 1859 | 1897  | 1906  | 2010 |
| ---- | ----- | ----- | ---- |
| 1029 | ↗1138 | ↗1379 | ↘0   |

## Достопримечательности
В селе расположена недействующая Церковь Феодора Студита (1803).